# Compsoctena connexalis
Compsoctena connexalis är en fjärilsart som beskrevs av Walker 1863. Compsoctena connexalis ingår i släktet Compsoctena och familjen Eriocottidae. Inga underarter finns listade i Catalogue of Life.